# Kalla kriget
Det kalla kriget var en period av skarpa motsättningar utan konventionellt krig, mellan främst Sovjetunionen och USA, deras respektive huvudsakliga ideologiska övertygelser (kommunism och kapitalism) och deras respektive allierade stater, från omkring 1945, precis efter andra världskrigets slut, till omkring 1990. Som slutpunkter för konflikten nämns ofta Berlinmurens fall den 9 november 1989, återförenandet av Tyskland den 3 oktober 1990 och Sovjetunionens sammanbrott den 25 december 1991. Även Michail Gorbatjovs maktövertagande i Sovjetunionen i mars 1985 brukar ses som en viktig del. Det finns ingen självklar förklaring till begreppet "Kallt krig" men bör ha att göra med "frostiga/kyliga" relationer mellan USA och Sovjetunionen, samt att kriget aldrig blev "varmt", det vill säga ingen direkt militär sammandrabbning mellan stormaktsblocken.
Relationerna under det kalla kriget var många gånger kyliga, men ledde aldrig till något officiellt konventionellt krig mellan USA och Sovjetunionen. Deras militära styrkor möttes dock ofta i väpnad konflikt under mindre konflikter, till exempel Koreakriget. Perioden dominerades från tidigt 1950-tal av så kallad terrorbalans och kapprustning mellan de två stora blocken. I Europa delades kontinenten i två delar av järnridån, där västalliansen Nato stod mot Warszawapakten. Ibland talar man om två kalla krig, ett första från 1945 till slutet av 1960-talet (med det tidiga 1970-talet präglat av nedrustningsavtal), och ett andra från 1970-talets slut, medan den period av relativ avspänning däremellan i så fall inte skulle räknas som kallt krig. Sedan 1990-talet räknar man dock ofta hela perioden.
Det kalla kriget har på olika sätt starkt påverkat och präglat främst Europa, men även Afrika, Asien, Centralamerika och Sydamerika. Väpnade konflikter i de senare områdena underblåstes i praktiken ofta genom att en stridande part allierade sig med något av blocken i det kalla kriget, vilket i sin tur föranledde deras motståndare till att söka hjälp hos det andra blocket. På så vis kunde man få pengar och vapen.
En brännpunkt mellan stormakterna (supermakterna) var det delade Tyskland, och särskilt Berlinfrågan. Berlin delades under ockupationen efter andra världskriget i Västberlin och Östberlin, där Berlinmuren mellan 1961 och 1989 skilde de två halvorna åt.

## Relationerna mellan Öst och Väst efter världskriget
Under 1930-talet hade både Sovjetunionen och USA i det längsta undvikit att bli inblandade i ett nytt krig i Europa. Med Nazityskland hade Sovjetunionen undertecknat Molotov-Ribbentroppakten i augusti 1939 (i vilken ett hemligt tilläggsprotokoll gav Sovjetunionen rätten att ockupera östra Polen, Estland, Lettland, Finland och Bessarabien i Rumänien), vilken till synes gav Sovjetunionen säkerhet mot tysk invasion under andra världskriget, något som dock kom på skam 1941 i och med Operation Barbarossa, varefter Sovjetunionen sällade sig till de allierade. När en lag om allmän värnplikt skulle förlängas i USA i augusti 1941 gick den igenom representanthuset med bara en rösts majoritet. Inte förrän det japanska anfallet på Pearl Harbor i december 1941 gick USA in i kriget på de allierades sida.
Sedan det, framför allt efter den för Sovjetunionen fördelaktiga utgången av slaget vid Stalingrad 1943, allt mer stod klart att de allierade skulle stå som segrare i kriget, samlades ledarna för Storbritannien, USA och Sovjetunionen vid en serie konferenser för att avgöra Europas politiska framtid efter kriget. Redan vid Teherankonferensen i november 1943 hade Stalins krav på att flytta Polens gränser västerut accepterats av Roosevelt och Churchill. I februari 1945 hölls ett toppmöte i Jalta där Churchill, Roosevelt och Stalin ingick en överenskommelse om att hålla fria val i Polen. Då hade Stalin redan gjort klart att den sovjetunionenkontrollerade polska regeringen i Lublin skulle bli Polens lagliga regering, inte exilregeringen i London. Det fanns även enighet för att Lublinregeringen skulle ombildas så att även polacker från utlandet skulle ingå. En deklaration att samtliga befriade folk skulle få skapa demokratiska institutioner efter eget tycke antogs. Jaltakonferensen behandlade även Tysklands och Österrikes uppdelande i fyra ockupationszoner för de respektive allierade stormakterna, vilket skulle ha avgörande betydelse för Tysklands framtida delande. Sovjetunionen gick även med på att anfalla Japan tre månader efter det att Tyskland kapitulerat, vilket skedde i och med den sovjetiska invasionen av Manchuriet och den norra delen av Koreahalvön i augusti till september.

### Alliansens sammanbrott
Den 23 mars 1945 meddelade Sovjetunionens utrikesminister Molotov att valen i länderna i Östeuropa skulle hållas i sovjetisk stil, det vill säga med kandidater utsedda av ockupationsmakten. USA:s nytillträdde president Truman skällde ut Molotov när de träffades den 23 april. Vid Potsdamkonferensen 15 juli till 2 augusti 1945 stod det klart att ingen överenskommelse kunde nås om fria val i Östeuropa. I juli 1945 erkändes Curzonlinjen som Polens nya gräns mot Sovjetunionen.
Truman kunde dock inte göra mycket mer eftersom han ville demobilisera snabbt. Efter Japans kapitulation minskade den amerikanska armén från 8,3 miljoner till 1,9 miljoner soldater. I kongressen fanns många som ville att USA skulle återgå till en isolationistisk politik och i kongressvalet 1946 gick oppositionspartiet republikanerna framåt. Före sin död hade Roosevelt tagit för givet att framtida konflikter skulle kunna undvikas genom att i det längsta tillmötesgå sovjetiska önskemål.
I länder som Polen, Ungern, Rumänien och Bulgarien såg Sovjetunionen till att det installerades Sovjetvänliga regeringar under hösten och vintern 1946. Dessa var vanligen formellt sett koalitionsregeringar med både borgerliga och socialistiska partier, men socialistiska partier hade vanligtvis det största inflytandet. Sovjetunionen försökte också bli kvar på Bornholm men tvingades lämna den danska ön. Hösten 1946 utropades Rumänien och Bulgarien till folkrepubliker. Under första halvåret 1947 skedde därför en omsvängning av den amerikanska utrikespolitiken:
- Den 12 mars 1947 framträdde Truman inför kongressen där han begärde 400 miljoner dollar i stöd åt Grekland och Turkiet. Han presenterade också Trumandoktrinen där han ansåg det vara USA:s plikt att hjälpa nationer att stå emot utländsk aggression och ockupation.
- Den europeiska ekonomin hade haft väldigt svårt att återhämta sig och USA befarade att den ekonomiska nöden skulle orsaka politisk instabilitet i länder som Frankrike och Italien. Den 5 juni 1947 talade USA:s utrikesminister George C. Marshall vid Harvard University och presenterade Marshallplanen för att ge ekonomiskt stöd åt länderna i Europa. Det åvilade de europeiska länderna själva att presentera en plan för återhämtningen. Efter ett planeringsmöte i Paris i juni 1947 stod det dock klart att länderna i Östeuropa inte skulle ta emot hjälpen. Den 3 juli kallade Molotov planen för "en otillåten inblandning i de europeiska ländernas angelägenheter". Under 1948-1952 kostade Marshallhjälpen 11,8 miljarder dollar. Hjälpen administrerades av Organization for European Economic Cooperation, OEEC.

### Slutet på freden i Europa
Då Sovjetunionen hade drabbats hårt av striderna på östfronten var dess förmåga att påverka världspolitiken betydligt mer begränsad än USA:s. Nationens säkerhet hade varit grundstenen i sovjetisk politik sedan 1920-talet, då kommunistpartiet officiellt slog över från Trotskijs världsrevolution till Stalins policy med "socialism i ett land".
Efter andra världskriget var inte Sovjetunionen inställt på expansionism utan på att säkra landets krigshärjade västra gräns. Stalin ansåg att Japan och Tyskland återigen skulle kunna utgöra hot i framtiden (ungefär 1960-talet), varför han och hans regering lät införa så kallade "Moskvatrogna" regeringar i de länder som utgjorde en "buffertzon" mot Västeuropa, det vill säga Polen, Tjeckoslovakien, Ungern, Rumänien, Bulgarien samt Östtyskland.
Meningsskiljaktigheterna över efterkrigsplanerna handlade först mest om Öst- och Centraleuropa, i synnerhet demokratifrågan i Polen. Sovjetunionen, som hade förlorat 20 miljoner människor i kriget, hade två gånger på 30 år blivit invaderade av Tyskland genom Polen och förlorat tiotals miljoner ytterligare under de tidigare 150 åren, var fast beslutet att undanröja alla möjligheter för Tyskland att återigen kunna föra krig. Detta var förenligt med de amerikanska planerna under de första två ockupationsåren, se Morgenthauplanen, men efterhand som konflikten växte ändrade USA attityd och kom fram till att de behövde ett ekonomiskt starkt Västtyskland som allierad i Europa.
Winston Churchill fördömde Stalin för att avskärma ett nytt sovjetiskt imperium med en järnridå genom Europa. Sovjetunionen krävde dessutom krigsskadestånd från industrierna i Västtyskland, vilket Truman vägrade. Stalin svarade med att skärma av Östtyskland och inleda ombildandet till en kommunistisk stat. 1948 införde Sovjetunionen Berlinblockaden varpå Storbritannien och USA flög in livsmedel till Västberlins befolkning genom Berlins luftbro. 1949 formaliserade USA sitt samarbete med de västeuropeiska staterna i Nato. 1952 lade Stalin ett förslag på ett neutraliserat och återförenat Tyskland, men det avvisades av västmakterna.
Sovjets bristande tillgång till världshaven, en återkommande fråga även för rysk utrikespolitik långt före bolsjevikrevolutionen, var ytterligare en punkt där Östs och Västs intressen skilde sig åt. Stalin utövade påtryckningar på Turkiet för bättre tillgång till Svarta havet genom Dardanellerna (sundet mellan Egeiska havet och Marmarasjön), vilket skulle ge Sovjetunionen tillgång till Medelhavet. Churchill hade tidigare accepterat Stalins krav, men nu samlades Storbritannien och USA och tvingade gemensamt Sovjetunionen att dra sig tillbaka.
När den sovjetiska säkerheten inte var hotad, visade sig Stalin vara tämligen icke-aggressiv. Sovjetunionen drog sig tillbaka från norra Iran efter påtryckningar. Stalin stod dessutom vid sitt ord från 1944 med Churchill och hjälpte inte de lokala kommunisterna under det grekiska inbördeskriget. Däremot fick rebellerna stöd från Titos Jugoslavien. I Finland accepterade Stalin en icke-kommunistisk regering, och sovjetiska trupper drog sig tillbaka från Tjeckoslovakien mot slutet av 1945. 1948 genomfördes ändå ett kommunistiskt maktövertagande genom Pragkuppen.

## Det kalla kriget under 1950- och 1960-talen

### Koreakriget
Både Nordkorea och Sydkorea hade umgåtts med planer på att erövra den andra och tidigt 1950 lyckades Kim Il Sung genom att spela på stormaktsrivalitet mellan Stalin och Mao att få båda att godkänna en plan för invasion av det USA-stödda Sydkorea den 25 juni samma år.
En kommunistisk framgång i Sydkorea skulle kunna hota USA:s maktsfär kring Japan och USA fruktade att det också kunde tolkas som svaghet av Sovjetunionen och leda till förnyade aggressioner. Den risken fick Truman att ge militären klartecken att gå in och hjälpa sydkoreanerna. Truman fick även FN att stödja insatsen. Sovjetunionen hade vid det tillfället förklarat en bojkott mot säkerhetsrådet som protest mot att FN inte ville erkänna kommunistregimen i Kina. Sovjetunionen kunde därmed inte använda sin vetorätt, vilket får ses som ett av historiens största diplomatiska misstag.
Dock lyckades Truman själv göra ett ordentligt misstag kort därefter. Genom att låta sina trupper röra sig mot gränsen Kina-Nordkorea gav han Kina en anledning till motanfall. I oktober 1950 strömmade stora mängder kinesiskt infanteri över gränsen och orsakade svåra förluster för de amerikanska trupperna, som pressades tillbaka. Efter ett tag stabiliserades striderna kring den trettioåttonde breddgraden, den ursprungliga gränsen mellan Nord- och Sydkorea. Nu befann sig Truman i en besvärlig situation, med ett fientligt Kina med goda relationer till Sovjetunionen, och en försvarsbudget som fyrdubblats på 18 månader.

### Avkolonisering, tredje världen och supermakternas rivalitet
Koreakriget markerade att det kalla krigets fokus nu flyttats från Europa till Ostasien. Hädanefter skulle krigföring i andra hand i tredje världen vara en viktig del av stormakternas strategier.
Efter andra världskriget drog sig västmakterna i mångt och mycket tillbaka från sina forna kolonier. I deras plats återfanns en brokig mängd länder i avkoloniserade Afrika, Mellanöstern, Asien och dessutom ett ökande motstånd mot "nordamerikansk imperialism" i Latinamerika.
Mitt i denna avkolonisering fann sig Sovjetunionen i en gynnsam position som ledare för och allierad till världens "antiimperialister" och motståndsrörelser, vilka återfanns inte minst i tredje världen. Den rollen var dessutom extra framgångsrik i Afrika, eftersom många icke koloniserade nationer på kontinenten i jämförelse med Sovjet framstod som svaga och viljelösa motståndare mot kolonialismen.

### Eisenhoweradministrationen, "massiv vedergällning" och revolter i Östeuropa
Eisenhowers utrikesminister John Foster Dulles var den dominerande figuren i USA:s utrikespolitik under 1950-talet. Dulles var en mer radikal antikommunist än sina föregångare. Han avvisade uppdämningspolitiken som Trumanadministrationen fört och förespråkade istället ett aktiv "befriande" som han förutspådde skulle leda till en tillbakagång för kommunismen. En hörnsten i utrikespolitiken var doktrinen om massiv vedergällning som Dulles lanserade 1954. Massiv vedergällning gick ut på att trovärdigt hota med USA:s överlägsna arsenal av kärnvapen och avskräcka en eventuell attack. Detta ansågs som ett nödvändigt sätt att avskräcka Sovjetunionen från aggressioner.
1953 påbörjade Dwight D. Eisenhower ett försök att avsluta Koreakriget. Försöket genererade det labila vapenstillestånd som råder än i dag. Med Koreakriget avslutat lyckades Eisenhower dra ner på de militära utgifterna med en tredjedel utan att göra några eftergifter i det kalla kriget. Vid flera tillfällen lyckades USA störta fientligt inställda regeringar i länder med hjälp av CIA. Att Sovjetunionen inte ingrep vid dessa störtanden får väl närmast ses som ett resultat av att risken för ett kärnvapenkrig i ett sådant läge vore överhängande.
Men samtidigt hade en ny, dynamisk och reformativ ledare tagit vid i Sovjetunionen. Nikita Chrusjtjov satsade på att skapa kontakter med Indien och andra nyckelländer i tredje världen. Genom utvecklandet av vätebomben 1953 och uppskjutandet av den första satelliten, Sputnik, 1957 stärkte Sovjetunionen sin makt och sitt anseende i världen.
I Europa såg Chrusjtjov till att bilda Warszawapakten 1955 som ett motdrag till den nya västtyska krigsmakten, och han beordrade byggandet av Berlinmuren 1961 för att stoppa massflykten från Östberlin. Muren visade sig vara ett dåligt drag ur PR-synpunkt, men han tog delvis igen det på en allians med Kubas Fidel Castro som nyligen tagit makten i en revolution 1959.
Förutom dessa händelser, fanns det andra som etablerar 1956-1962 som den första stora vändpunkten i det kalla kriget. Kulmen på de försämrade relationerna nåddes 1962 med Kubakrisen. 1956 satte Sovjetunionen in militär mot en antisovjetisk revolt i Ungern (se Ungernrevolten), och 1968 marscherade sovjetiska trupper in i Tjeckoslovakien och krossade den så kallade Pragvåren, en försmak av vad som skulle bringa kommunismen på fall runt 1990. Dessutom försämrades relationerna mellan Sovjetunionen och Kina. Rivaliteten mellan de kommunistiska staterna skulle senare leda till samförstånd mellan USA och Kina.

### Kalla kriget i Väst- och Centralasien
Mellanöstern innehöll, och innehåller fortfarande, världens största oljereserv. Av denna anledning var USA, med sin och hela västvärldens stegrande bränsleförbrukning i åtanke, mycket intresserat av goda relationer och stabilitet mellan staterna i regionen, eftersom man ville hålla Sovjetunionen utanför inflytande.
Därför blev USA oroat när den nationalistiske premiärministern i Iran, Mohammad Mosaddegh började nationalisera brittiska och amerikanska oljeintressen. 1951 förstatligade Mossadeq landets brittiskägda oljekällor.
Storbritannien vände sig till Eisenhower vilket ledde till att CIA organiserade en statskupp med hjälp av en revolution, vilken genomfördes 1953. I fortsättningen kom USA att stödja den dåvarande shahen, Mohammad Reza Pahlavi, som bara dagarna innan hade flytt landet, skrämd av stora demonstrationer till Mosaddeghs stöd. Han förblev en nära bundsförvant till USA de närmaste 25 åren, även när hans regim blev alltmer despotisk och avskydd av befolkningen. Ilska och bitterhet kokade under ytan i Iran i en hel generation, vilket till slut resulterade i Irans islamiska revolution 1979. Denna i sin tur ledde vidare till gisslankrisen på ambassaden i Teheran som bidrog till att hindra president Jimmy Carters omval 1980. I dag är regimen i Iran av USA utsedd till att vara en del av ondskans axelmakter.

### CIA under kalla kriget
USA använde CIA för att störta flera regimer som misstänktes vara på väg att bli kommunistvänliga, exempelvis Guatemala 1954. 1958 skickade USA trupper till Libanon för att försvara dess proamerikanska regim. Mellan 1954 och 1961 skickade Eisenhower ekonomiskt stöd och militära rådgivare till Sydvietnam, som senare skulle komma att absorberas av det kommunistiska Nordvietnam. Vietnam är ännu i dag (2022) ett av de få kvarvarande socialistiska länderna.
Den amerikanska politiken i den tredje världen misslyckades i flera fall med att skapa stabila USA-vänliga regimer. Efter en militärkupp i Kairo 1952 tog en nationalist vid namn Gamal Abdel Nasser över makten, vilket sedermera ledde till att Egypten förstatligade Suezkanalen 1956. Detta var början på Suezkrisen. I slutändan fick USA gå ihop med Sovjetunionen i FN för att hindra Frankrike och Storbritannien från att uppnå en militär seger över Egypten. Detta visade sig allvarligt, eftersom Frankrike blev förbittrat och började en mer självständig politik, framför allt mot arabvärlden.
Eisenhower motsatte sig franska och brittiska imperiebyggande initiativ dels av försiktighet eftersom Sovjetunionen hotade med storkrig och dels på grund av att Suezkrisen underminerade hans protester mot Sovjetunionens invasion av Ungern som börjat åtta dagar tidigare. Efteråt skulle Eisenhower erkänna detta som sitt största misstag, eftersom det försvagade hans två viktigaste allierade och gjorde Nasser till en nationell hjälte i arabvärlden.
Suezkrisen utgjorde en vändpunkt som förebådade en växande klyfta mellan den gamla och den nya världen rörande amerikansk hegemoni. Detta bidrog till att de Europeiska stormakterna valde att utveckla egna kärnvapen och bildandet av EEG, allt för att minska beroendet av USA:s välvilja.
Den amerikanska ekonomin hade börjat tappa fart jämfört med Japan och Västtyskland som snabbt återhämtat sig från andra världskrigets förödelse.

### Kubanska revolutionen och Grisbuktsinvasionen
1959 tog Fidel Castro makten på Kuba och störtade den tidigare USA-stödde diktatorn Fulgencio Batista, som flydde med Kubas statskassa. Den nya kommunistregimen nationaliserade inhemska och alla utländska tillgångar på Kuba, vilket inte sågs med blida ögon av USA som införde handelsembargon gentemot Kuba. Relationerna mellan de två länderna härsknade. Några månader efter John F. Kennedys tillträde som USA:s president invaderade den 18 april 1961 runt 2000 exilkubaner, ledda och tränade av CIA, det kubanska fastlandet vid Playa Giron i syfte att störta Castro. Invasionen misslyckades kapitalt, delvis på grund av att Kennedy vägrat att ge amerikanskt flygunderstöd åt trupperna.
I början av 60-talet hade Nato kapacitet att slå ut en stor del av Sovjetunionens städer vid en militärkonflikt genom utplacerade robotbaser och flygfält. Warszawapaktens möjligheter att slå mot det amerikanska fastlandet var däremot begränsad. Chrusjtjov tänkte genom Operation Anadyr i hemlighet placera kärnvapenbestyckade kort- och medeldistansrobotar och flygplan på Kuba. Därmed skulle han tillkännage detta tilltag för FN:s generalförsamling, och således visa sig om en försvarare av socialistiska länders suveränitet, något som bevisligen var hotat i och med den misslyckade CIA-ledda Kuba-invasionen vid Grisbukten. På det viset kunde de snabbt och billigt kompensera sitt underläge när det gällde robotar med lång räckvidd. Chrusjtjov räknade med att den nytillsatte, unge och oerfarne presidenten, som dessutom nyligen förödmjukats av fiaskot i Grisbukten, inte skulle våga sätta hårt mot hårt.

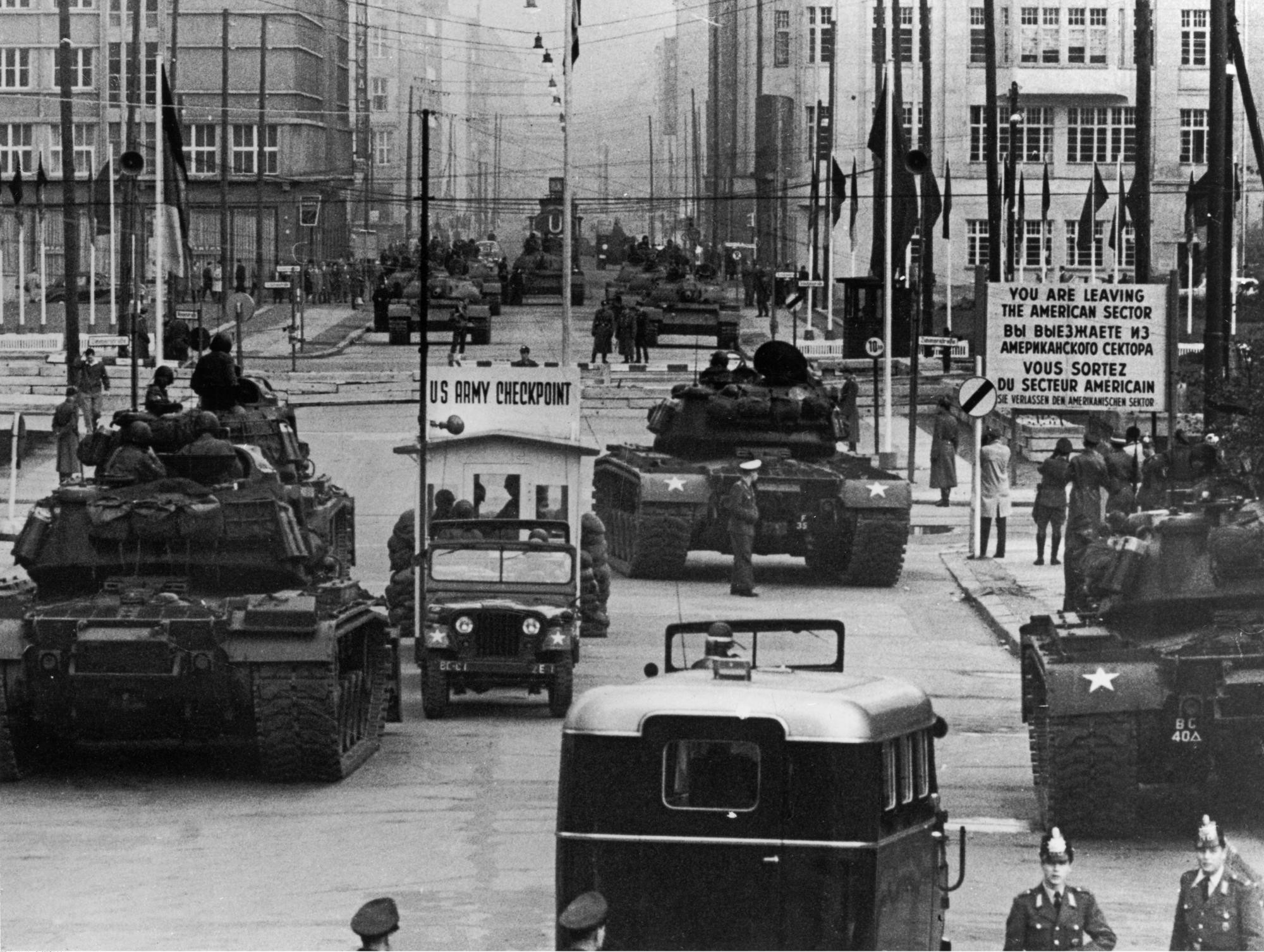
Sovjetiska och amerikanska stridsvagnar möts vid Checkpoint Charlie under Berlinkrisen 1961.

Det visade sig att Chrusjtjov hade gjort en felbedömning. Kubakrisen inleddes med att Kennedy valde att sätta hårt mot hårt och förklarade en marinblockad mot Kuba för att hindra nya robotar från att anlända. Redan detta var egentligen en krigshandling enligt internationell lag, men det formulerades som en "karantän" för att mildra reaktionerna. Efter några dagar på randen till kärnvapenkrig beordrade Chrusjtjov att skeppen skulle vända tillbaka och robotarna monteras ned. I själva verket hade USA och Sovjetunionen via hemliga diplomatiska kanaler förhandlat fram ett utbyte, som gick ut på att om USA drog tillbaka sina robotar från Turkiet och lovade att inte invadera Kuba, skulle Sovjetunionen ta bort robotarna på Kuba. I världens ögon hade dock Sovjetunionen gjort en stor prestigeförlust och USA en motsvarande vinst. Den här förhandlingen hade ägt rum över några brev där Nikita i ett av dem lovade att inte invadera Kuba om USA monterade ner och tog bort sina robotar från Turkiet. Kennedy gjorde då en väldigt vågad chansning och svarade inte på det brevet. Nikita tog bort sina baser på Kuba medan USA:s stod kvar i Turkiet. Men efter någon månad tog USA ner sina baser i både Turkiet och Italien.

### Berlinkrisen 1961
Berlinkrisen 1961 var den sista stora incidenten under det kalla kriget gällande statusen för Berlin och Tyskland efter andra världskriget. I början av 1950-talet började Östblocket att begränsa emigrationsrörelsen. Dock fortsatte hundratusentals östtyskar att emigrera till Västtyskland genom ett "kryphål" mellan Östberlin och Västberlin, där de fyra ockuperande makterna från andra världskriget hade makten över förflyttelsen.
Emigrationen resulterade i en massiv "kompetensflykt" från Östtyskland till Västtyskland bland yngre utbildade yrkesverksamma. År 1961 hade nästan 20% av Östtysklands befolkning emigrerat till Västtyskland. I juni ställde Sovjetunionen ett nytt ultimatum som krävde att de allierades styrkor skulle dra sig tillbaka från Västberlin. Begäran avvisades men USA begränsade sina säkerhetsgarantier till Västberlin. Den 13 augusti reste Östtyskland en taggtrådsbarriär som så småningom skulle byggas ut till att bli till Berlinmuren, som i sin tur täppte till kryphålet. I oktober inträffade även Berlinkonfrontationen.

## Från konfrontation till détente (1962–1979)

### Vietnamkriget

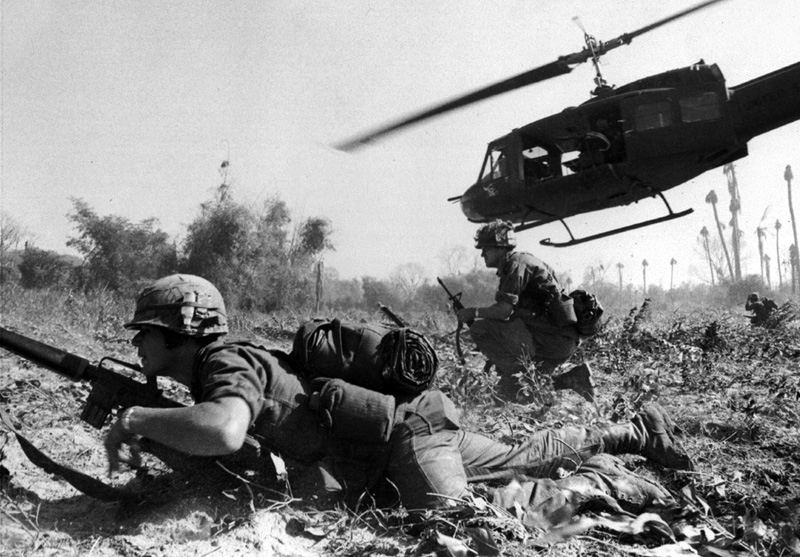
Amerikanska militäroperationer under slaget vid Ia Drang, Sydvietnam, november 1965.

Åren mellan revolutionen på Kuba 1959 och nedrustningavtalen under 1970-talet kännetecknades av ett närmast krampaktigt grepp av de båda supermakterna om sina respektive maktsfärer. Minsta eftergift till den andra sidan kunde tolkas som en svaghet. En sådan upplevd svaghet hade kunnat ge den andra sidan en fördel i propaganda. I USA var detta känt som dominoteorin. Föll ett enda land till kommunismen, skulle dessa ge stöd åt kommunister i andra länder, vilket antogs skulle kunna starta en ohejdbar serie av kommunistledda revolutioner i flera länder. Lyndon B. Johnson lät 22 000 soldater landstiga i Dominikanska republiken 1965 för att undanröja risken att få ytterligare en Castro i sitt närområde. Brezjnev lät trupper från Warszawapakten gå in i Tjeckoslovakien för att upprätthålla den nyformulerade doktrinen om "socialistiska länders internationella plikt att skydda och säkra socialismens segrar varhelst de hotas".
Samma år placerade Johnson 575 000 soldater i Sydvietnam för att stärka den sviktande antikommunistiska regimen och dämpa det kinesiska inflytandet i regionen. Den amerikanska allmänhetens tro på "ljuset i slutet av tunneln" slogs sönder den 30 januari 1968 när Nordvietnam satte igång Tetoffensiven. Offensiven var ur militär synpunkt ett stort och kostbart misslyckande för Nord, men visade sig istället bli en enorm propagandaseger. Den amerikanska militären hade utmålat FNL som besegrat och nära ett slutgiltigt sammanbrott. Istället kom en stor och välkoordinerad offensiv.
När Nixon blev vald inledde han ett långsamt tillbakadragande från kriget. Strategin var att gradvis bygga upp den sydvietnamesiska armén så att den skulle kunna sköta kriget själv. Detta blev grunden till den så kallade Nixondoktrinen. När Nixondoktrinen användes om Vietnam kallades den ofta "vietnamisering" och betonade då målet att Sydvietnam skulle försvaras av sydvietnameser.
År 1969 blev det känt att en amerikansk löjtnant, William Calley, ett år tidigare hade beordrat sin pluton att döda alla invånarna i en by, massakern i My Lai. Plutonen hann döda mängder av försvarslösa bybor innan de blev stoppade av två soldater i en helikopter som lyckades hejda massakern genom att placera sig själva mellan de civila och förövarna. Calley fick en förhållandevis lindrig dom i krigsrätten och fick senare amnesti av Nixon. Händelsen spädde på den redan kraftiga antikrigsopinionen i USA.
Miljoner vietnameser dog som en följd av kriget. Exakta siffror finns inte, men Vietnam släppte 1995 en sammanställning som visade på 1,1 miljon döda nordvietnamesiska och Viet Cong-soldater och 4 miljoner döda civila (2 miljoner civila på var sida). På den sydvietnamesiska och amerikanska sidan beräknas mellan 200 och 250 000 sydvietnamesiska soldater ha mist livet tillsammans med  58 000 amerikaner, 4 000 sydkoreaner, 500 australiensare, 350 thailändare och 30-40 nyzeeländska soldater. Den starka opinionen i USA kombinerat med bristen på stöd bland den vietnamesiska befolkningen och amerikanska förluster bidrog till att USA till slut drog sig ur kriget.

### Invasionen av Tjeckoslovakien

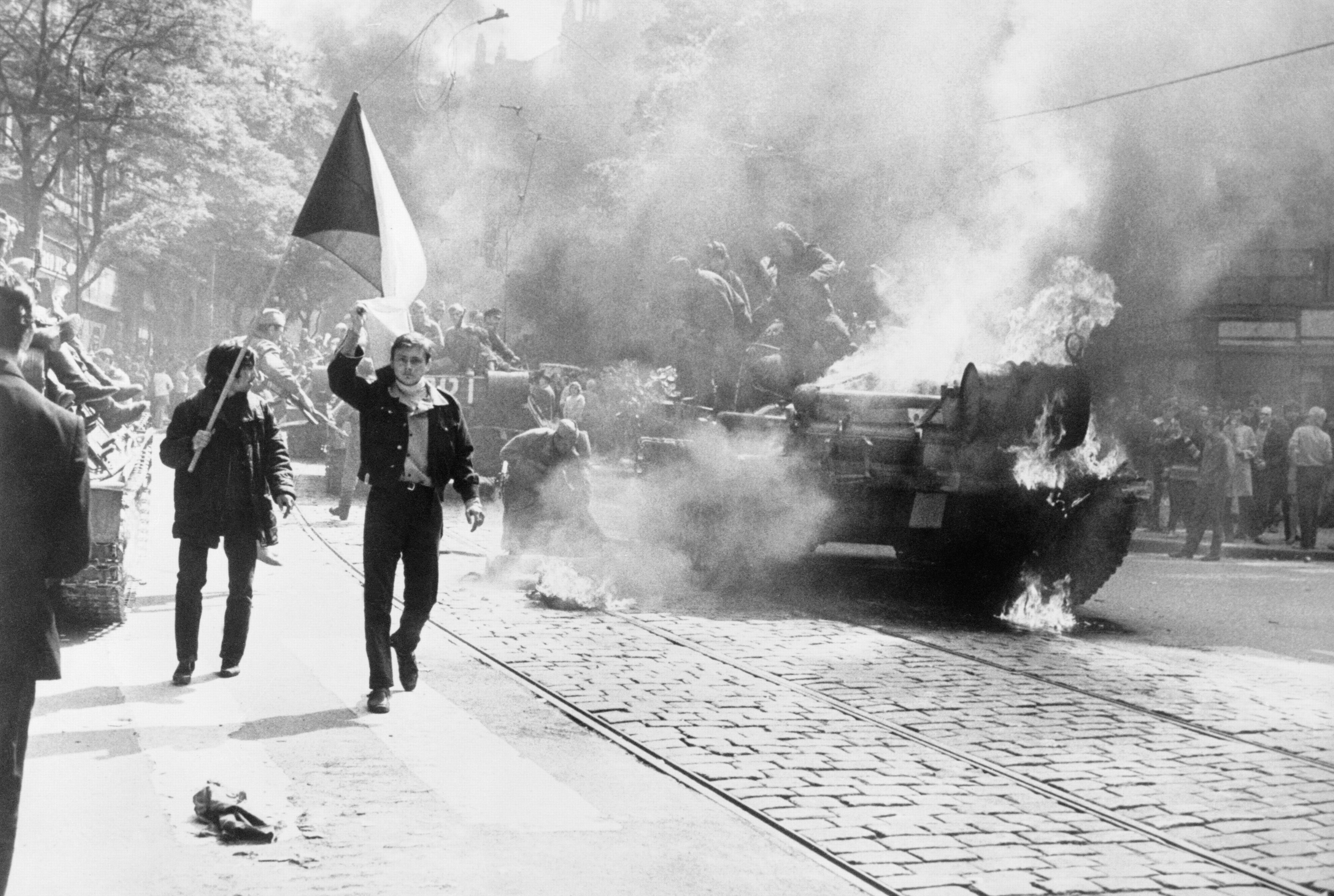
Invasionen av Tjeckoslovakien av Sovjetunionen 1968 var en av de största militära operationerna på europeisk mark sedan andra världskriget.

År 1968 utspelade sig en period av politisk liberalisering i Tjeckoslovakien rum känt som Pragvåren. Ett "handlingsprogram" gav nya reformer som inkluderade ökad tryckfrihet, yttrandefrihet och rörelsefrihet, tillsammans med en ekonomisk betoning på konsumtionsvaror, möjligheten till en flerpartiregering, begränsningar av den hemliga polisens makt och ett potentiellt tillbakadragande från Warszawapakten.
Som svar på Pragvåren invaderades Tjeckoslovakien den 20 augusti 1968 av den sovjetiska armén tillsammans med allierade makter ur Warszawapakten. Invasionen följdes av en utvandringsvåg där uppskattningsvis 70 000 tjecker och slovaker flydde landet. Den totala summan uppgick senare till 300 000. Warszawapaktens invasion utlöste intensiva protester från Jugoslavien, Rumänien, Kina och diverse västeuropeiska kommunistpartier.

### Brezjnevdoktrinen
I september 1968 under ett tal vid det Polska förenade arbetarpartiets femte kongress, en månad efter invasionen av Tjeckoslovakien, skisserade Brezjnev Brezjnevdoktrinen där han hävdade rätten att kränka suveräniteten i alla länder som försökte ersätta Marxismen–leninism med kapitalism. Under talet sade Brezjnev:
När krafter som är fientliga mot socialismen försöker vända utvecklingen av något socialistiskt land mot kapitalism blir det inte bara ett problem för det berörda landet utan ett gemensamt problem för alla socialistiska länder.
Doktrinen fann sitt ursprung i Marxismen–leninismens misslyckanden i stater som Polen, Ungern och Östtyskland som stod inför en sämre levnadsstandard i kontrast till välståndet i Västtyskland och resten av Västeuropa.

### Kinesiskt-amerikanskt närmande

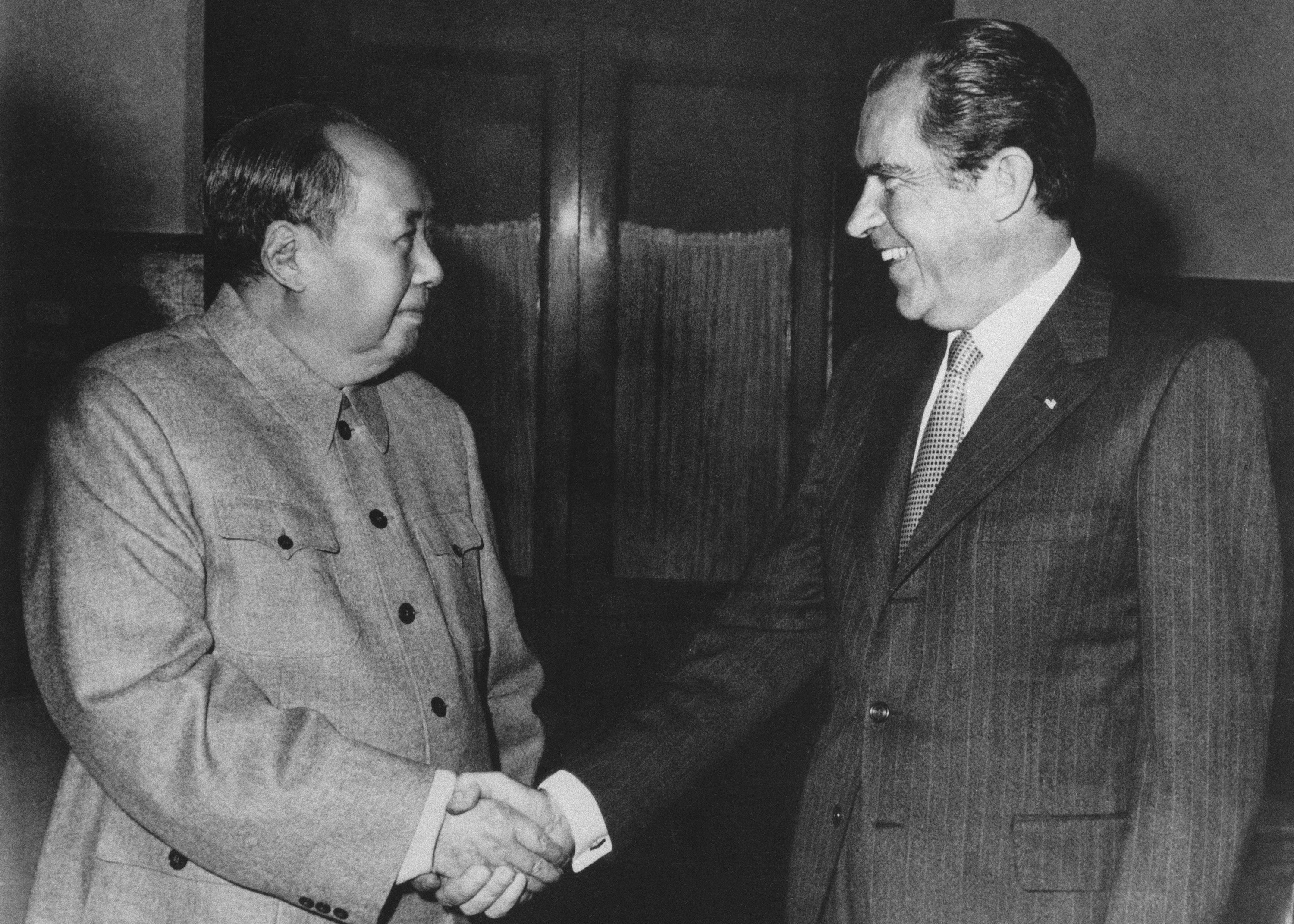
Mao Zedong och USA:s president Richard Nixon under hans besök i Kina.

Som ett direkt resultat av den kinesisk-sovjetiska splittringen nådde spänningarna längs den kinesisk–sovjetiska sin kulm år 1969 och USA:s president Richard Nixon bestämde sig för att utnyttja konflikten till att flytta maktbalansen mot väst under kalla kriget. Kineserna hade eftersträvat förbättrade förbindelser med amerikanerna för att få ett övertag gentemot sovjeterna.
I februari 1972 gjorde Nixon ett närmande till Kina, genom att resa till Peking och möta Mao Zedong och Zhou Enlai. Vid denna tidpunkt uppnådde Sovjetunionen grov kärnkraftsparitet med USA; under tiden försvagades Amerikas inflytande i tredje världen av Vietnamkriget och relationerna med Västeuropa kyldes ned.
Även om konflikter fortsatte under slutet av 1960-talet och början av 1970-talet började spänningarna att lätta.

### Försämrade relationer under det sena 1970-talet
Under 1970-talet fortsatte KGB, under ledning av Jurij Andropov, att förfölja sovjetiska personligheter såsom Aleksandr Solzjenitsyn och Andrej Sacharov, som kritiserade det sovjetiska ledarskapet i hårda ordalag. Indirekta konflikter mellan supermakterna fortsatte under denna period genom avspänningen i tredje världen, särskilt under politiska kriser i Mellanöstern, Chile, Etiopien och Angola.
Även om president Jimmy Carter försökte sätta en gräns för kapprustningen genom SALT II-avtalet 1979 underminerades hans ansträngningar av andra händelser det året, inklusive den iranska revolutionen och den nicaraguanska revolutionen, som båda avsatte proamerikanska regimer, och hans vedergällning mot sovjetisk inblandning i Afghanistan i december.

## Det nya kalla kriget (1979–1985)

### Sovjets krig i Afghanistan

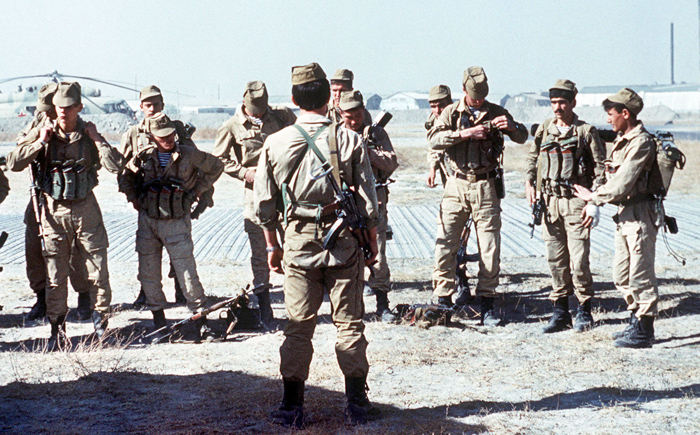
Sovjetiska specialtrupper förbereder sig för uppdrag i Afghanistan

Kommunistpartiet i Afghanistan tog makten genom kuppmässiga förhållanden 1978. Den islamistiska befolkningen utropade jihad gentemot den kommunistiska regeringen. Konflikten utvecklades till ett inbördeskrig. December 1979 beslutade Sovjetledningen att invadera Afghanistan för att bistå vänsterregimen, med stora styrkor delvis också för att skydda Afghanistan mot iranskt och pakistanskt stöd åt islamisterna. Men redan innan Sovjetunionens inmarsch hade CIA på Jimmy Carter begäran ge stöd till den islamistiska motståndskampen, genom träningsläger i Pakistan och Afghanistan där det tränades män från hela den muslimska världen och beväpnades. Efter ett växande missnöje i Sovjetunionen, delvis genom glasnost med företaget i Afghanistan drog Sovjetunionen februari 1989 ut sina trupper ur Afghanistan.

### Reagan och de nya spänningarna
I slutet av 1970-talet innebar sovjetiska interventioner i Afrika, utplaceringar av medeldistansrobotar i Europa och framför allt invasionen i Afghanistan 1979 slutet på avspänningen. USA och några andra länder bojkottade Olympiska sommarspelen 1980 som hölls i Moskva, varvid Sovjetunionen och länder ur Östblocket bojkottade Olympiska sommarspelen 1984 i Los Angeles. Valet av Ronald Reagan till USA:s president i november 1980 innebar att upprustningen tilltog. USA ökade sina försvarsutgifter kraftigt och startade Strategic Defense Initiative-programmet (populärt kallat Stjärnornas krig) vilket tvingade Sovjetunionen att också öka sina försvarsutgifter, möjligen en bidragande orsak till Sovjetunionens senare kollaps. Tiden 1979-1985 kallas ibland "andra kalla kriget".

### Sovjetunionens fall

USA:s president Ronald Reagan och Sovjetunionens generalsekreterare Michail Gorbatjov håller diskussioner i Genève, Schweiz, 1985.

När Leonid Brezjnev avled i november 1982 tog först Jurij Andropov över som generalsekreterare, och efter hans död i februari 1984 tog i sin tur Konstantin Tjernenko över samma position. Båda tillhörde samma generation som Brezjnev, och innehöll positionen endast kort tid. Andropov förde dock fram Michail Gorbatjov som blev generalsekreterare den 11 mars 1985.
Michail Gorbatjov var endast 54 år när han tillträdde. Han lanserade begreppen glasnost och perestrojka. Genom att allmänheten skulle ges möjlighet att påpeka fel och brister i samhället var tanken att motståndet från den konservativa partibyråkratin skulle brytas. Gorbatjov startade också en kampanj mot det hejdlösa alkoholdrickandet. Den nya öppenheten gjorde Gorbatjov mycket populär i väst men enbart diskussioner kunde inte räta upp den haltande sovjetiska ekonomin, något som Reagan påpekade under sitt tal Riv denna mur! i Berlin i juni  1987. Det blev så småningom klart att Gorbatjov inte tänkte tillämpa Brezjnevdoktrinen gentemot länderna i Östeuropa, och 1989 bröt folkliga uppror ut i land efter land. Genom Sovjetunionen drog också en våg av nationalistisk yra i de olika sovjetrepublikerna och 1990 var det klart att Gorbatjov höll på att tappa greppet. Under 1991 var han fullt sysselsatt med att skriva ett nytt unionsavtal med sovjetrepublikerna som skulle göra Sovjetunionen till en federation med Gorbatjov som president men efter ett misslyckat kuppförsök i augusti 1991 försvann intresset. När republik efter republik utropade autonomi eller självständighet drog Gorbatjov den enda rimliga slutsatsen av det och avgick den 25 december 1991. Sovjetunionen kollapsade och splittrades. Den största delen av det tidigare Sovjetunionen blev Ryssland ("Ryska federationen"). Andra före detta Sovjetstater som blev självständiga var Ukraina, Belarus, Kazakstan, Georgien, Uzbekistan, Armenien, Moldavien, Azerbajdzjan, Kirgizistan, Turkmenistan, Estland, Lettland, Litauen och Tadzjikistan.

## Andra kalla kriget
Efter millennieskiftet har ökade politiska och ekonomiska konfliktlinjer lett till tal om ett nytt kallt krig. Det rör sig bland annat om Rysslands och västvärldens motsättningar angående om Rysslands grannländer kan bli medlemmar i Nato. Även ökande ekonomiska och politiska makt har lett till hårdnande skiljelinjer mellan väst och det traditionella öst.
Arabiska våren och framväxten av Brics-samarbetet har spätt på mängden konflikter. I samband med Rysslands invasion av Ukraina 2022 etablerades i praktiken en ny ekonomisk och politisk järnridå i Östeuropa.